# Limotettix conservatus
Limotettix conservatus är en insektsart som beskrevs av Hamilton 1994. Limotettix conservatus ingår i släktet Limotettix och familjen dvärgstritar. Inga underarter finns listade i Catalogue of Life.